# Grand Prix Nizozemska 2021
Grand Prix Nizozemska 2021 (oficiálně Formula 1 Heineken Dutch Grand Prix 2021) se jela na okruhu Circuit Zandvoort v Zandvoortu v Nizozemsku dne 5. září 2021. Závod byl třináctým v pořadí v sezóně 2021 šampionátu Formule 1.

## Kvalifikace
| Poř.                       | No. | Jezdec             | Konstruktér               | Časy v kvalifikaci | Časy v kvalifikaci | Časy v kvalifikaci | Pořadí na startu |
| Poř.                       | No. | Jezdec             | Konstruktér               | Q1                 | Q2                 | Q3                 | Pořadí na startu |
| -------------------------- | --- | ------------------ | ------------------------- | ------------------ | ------------------ | ------------------ | ---------------- |
| 1                          | 33  | Max Verstappen     | Red Bull Racing-Honda     | 1:10.036           | 1:09.071           | 1:08.885           | 1                |
| 2                          | 44  | Lewis Hamilton     | Mercedes                  | 1:10.114           | 1:09.976           | 1:08.923           | 2                |
| 3                          | 77  | Valtteri Bottas    | Mercedes                  | 1:10.219           | 1:09.769           | 1:09.222           | 3                |
| 4                          | 10  | Pierre Gasly       | AlphaTauri-Honda          | 1:10.274           | 1:09.541           | 1:09.478           | 4                |
| 5                          | 16  | Charles Leclerc    | Ferrari                   | 1:09.829           | 1:09.437           | 1:09.527           | 5                |
| 6                          | 55  | Carlos Sainz Jr.   | Ferrari                   | 1:10.022           | 1:09.870           | 1:09.537           | 6                |
| 7                          | 99  | Antonio Giovinazzi | Alfa Romeo Racing-Ferrari | 1:10.050           | 1:10.033           | 1:09.590           | 7                |
| 8                          | 31  | Esteban Ocon       | Alpine-Renault            | 1:10.179           | 1:09.919           | 1:09.933           | 8                |
| 9                          | 14  | Fernando Alonso    | Alpine-Renault            | 1:10.435           | 1:10.020           | 1:09.956           | 9                |
| 10                         | 3   | Daniel Ricciardo   | McLaren-Mercedes          | 1:10.255           | 1:09.865           | 1:10.166           | 10               |
| 11                         | 63  | George Russell     | Williams-Mercedes         | 1:10.382           | 1:10.332           |                    | 11               |
| 12                         | 18  | Lance Stroll       | Aston Martin-Mercedes     | 1:10.438           | 1:10.367           |                    | 12               |
| 13                         | 4   | Lando Norris       | McLaren-Mercedes          | 1:10.489           | 1:10.406           |                    | 13               |
| 14                         | 6   | Nicholas Latifi    | Williams-Mercedes         | 1:10.093           | 1:11.161           |                    | BOX              |
| 15                         | 22  | Júki Cunoda        | AlphaTauri-Honda          | 1:10.462           | 1:11.314           |                    | 14               |
| 16                         | 11  | Sergio Pérez       | Red Bull Racing-Honda     | 1:10.530           |                    |                    | BOX              |
| 17                         | 5   | Sebastian Vettel   | Aston Martin-Mercedes     | 1:10.731           |                    |                    | 15               |
| 18                         | 88  | Robert Kubica      | Alfa Romeo Racing-Ferrari | 1:11.301           |                    |                    | 16               |
| 19                         | 47  | Mick Schumacher    | Haas-Ferrari              | 1:11.387           |                    |                    | 17               |
| 20                         | 9   | Nikita Mazepin     | Haas-Ferrari              | 1:11.875           |                    |                    | 18               |
| 107% času vítěze: 1:14.717 |     |                    |                           |                    |                    |                    |                  |
| Zdroj:                     |     |                    |                           |                    |                    |                    |                  |

Poznámky
1. ↑  Nicholas Latifi musel kvůli výměně předního křídla startovat z boxové uličky. Zároveň obdržel trest posunu o 5 míst vzad za neplánovanou výměnu převodovky.
2. ↑  Sergio Pérez musel startovat z konce startovního roštu, protože překročil počet povolených pohonných jednotek. Nakonec, kvůli nové specifikaci úložiště energie, odstartoval z boxové uličky.

## Závod
| Poř.                                                                | No. | Jezdec             | Konstruktér               | Počet kol | Čas/Odstoupení   | Pořadí na startu | Body |
| ------------------------------------------------------------------- | --- | ------------------ | ------------------------- | --------- | ---------------- | ---------------- | ---- |
| 1                                                                   | 33  | Max Verstappen     | Red Bull Racing-Honda     | 72        | 1:30:05.395      | 1                | 25   |
| 2                                                                   | 44  | Lewis Hamilton     | Mercedes                  | 72        | +20.932          | 2                | 19   |
| 3                                                                   | 77  | Valtteri Bottas    | Mercedes                  | 72        | +56.460          | 3                | 15   |
| 4                                                                   | 10  | Pierre Gasly       | AlphaTauri-Honda          | 71        | +1 kolo          | 4                | 12   |
| 5                                                                   | 16  | Charles Leclerc    | Ferrari                   | 71        | +1 kolo          | 5                | 10   |
| 6                                                                   | 14  | Fernando Alonso    | Alpine-Renault            | 71        | +1 kolo          | 9                | 8    |
| 7                                                                   | 55  | Carlos Sainz Jr.   | Ferrari                   | 71        | +1 kolo          | 6                | 6    |
| 8                                                                   | 11  | Sergio Pérez       | Red Bull Racing-Honda     | 71        | +1 kolo          | BOX              | 4    |
| 9                                                                   | 31  | Esteban Ocon       | Alpine-Renault            | 71        | +1 kolo          | 8                | 2    |
| 10                                                                  | 4   | Lando Norris       | McLaren-Mercedes          | 71        | +1 kolo          | 13               | 1    |
| 11                                                                  | 3   | Daniel Ricciardo   | McLaren-Mercedes          | 71        | +1 kolo          | 10               |      |
| 12                                                                  | 18  | Lance Stroll       | Aston Martin-Mercedes     | 70        | +2 kola          | 12               |      |
| 13                                                                  | 5   | Sebastian Vettel   | Aston Martin-Mercedes     | 70        | +2 kola          | 15               |      |
| 14                                                                  | 99  | Antonio Giovinazzi | Alfa Romeo Racing-Ferrari | 70        | +2 kola          | 7                |      |
| 15                                                                  | 88  | Robert Kubica      | Alfa Romeo Racing-Ferrari | 70        | +2 kola          | 16               |      |
| 16                                                                  | 6   | Nicholas Latifi    | Williams-Mercedes         | 70        | +2 kola          | BOX              |      |
| 17                                                                  | 69  | George Russell     | Williams-Mercedes         | 69        | Převodovka       | 11               |      |
| 18                                                                  | 47  | Mick Schumacher    | Haas-Ferrari              | 69        | +3 kola          | 17               |      |
| Ret                                                                 | 22  | Júki Cunoda        | AlphaTauri-Honda          | 48        | Pohonná jednotka | 14               |      |
| Ret                                                                 | 9   | Nikita Mazepin     | Haas-Ferrari              | 41        | Hydraulika       | 18               |      |
| Nejrychlejší kolo: Lewis Hamilton (Mercedes) – 1:11.097 (v kole 72) |     |                    |                           |           |                  |                  |      |
| Zdroj:                                                              |     |                    |                           |           |                  |                  |      |

Poznámky
1. ↑  Lewis Hamilton získal jeden bod za zajetí nejrychlejšího kola.
2. ↑  George Russell odstoupil ze závodu, ale byl klasifikován, protože odjel více než 90 % délky závodu.

## Průběžné pořadí po závodě
Pohár jezdců
|        | Pořadí | Jezdec          | Body  |
| ------ | ------ | --------------- | ----- |
| 1      | 1      | Max Verstappen  | 224,5 |
| 1      | 2      | Lewis Hamilton  | 221,5 |
| 1      | 3      | Valtteri Bottas | 123   |
| 1      | 4      | Lando Norris    | 114   |
|        | 5      | Sergio Pérez    | 108   |
| Zdroj: |        |                 |       |

Pohár konstruktérů
|        | Pořadí | Konstruktér      | Body  |
| ------ | ------ | ---------------- | ----- |
|        | 1      | Mercedes         | 344,5 |
|        | 2      | Red Bull-Honda   | 332,5 |
| 1      | 3      | Ferrari          | 181,5 |
| 1      | 4      | McLaren–Mercedes | 170   |
|        | 5      | Alpine–Renault   | 90    |
| Zdroj: |        |                  |       |